# 稲沢市立治郎丸中学校
稲沢市立治郎丸中学校（いなざわしりつじろまるちゅうがっこう）は、愛知県稲沢市治郎丸柳町1番地1にある市立の中学校である。愛称は治中（じちゅう）。治郎丸中学校では総合学習を「アイルタイム」と呼称している。「アイル」とは「I will」の意味である。

## 校訓・校歌

### 校訓
- 創造/勤勉/礼儀

- 創意工夫によって、社会の変化に主体的・創造的に対応できる資質を養う
- 基本的な生活の習慣化を図りながら、自らの課題解決に向けて地道に努力する態度を養う
- 礼節を重んじ、自らを律しながら他とともに心豊かな生活を築く態度を養う

### 校歌
- 曲名：ああ尾張野に
- 作曲：水野久一郎 作詞:福島佐松

## 部活動

### 運動部
- サッカー部（男子）
- バスケットボール部（男女）
- 卓球部（男女）
- バレーボール（男女）
- 剣道部（男女）
- 野球部（男子）
- ソフトボール部（女子）
- ソフトテニス部（男女）
- ハンドボール部（男女）

### 文化部
- パソコン部（男女）
- 自然科学部（男女）
- ブラスバンド部（男女）
- 美術部（男女）
- 技術部（男女）
- 家庭部（男女）

## 通学
- 家が治郎丸中学校から2キロメートル以内のものは徒歩通学、それ以外のものには自転車通学を許可している。
- 通学用バッグはアディダスの3WAYバッグ、サブバッグは男子が青、女子が赤のナップサック。

## 最寄り駅
- JR東海道本線「稲沢駅」から北西へ約2キロメートル
- 名鉄名古屋本線「島氏永駅」から南東へ約1キロメートル